# Time Machine (program)
Time Machine – wbudowana aplikacja systemu Mac OS X Leopard pozwalająca na odtworzenie usuniętego wcześniej pliku. Można do tego celu wykorzystać Time Capsule, które służy do zdalnego przechowywania kopii zapasowych (po Wi-Fi), złączu Ethernet, FireWire lub na dowolnym dysku USB.